# 獠牙

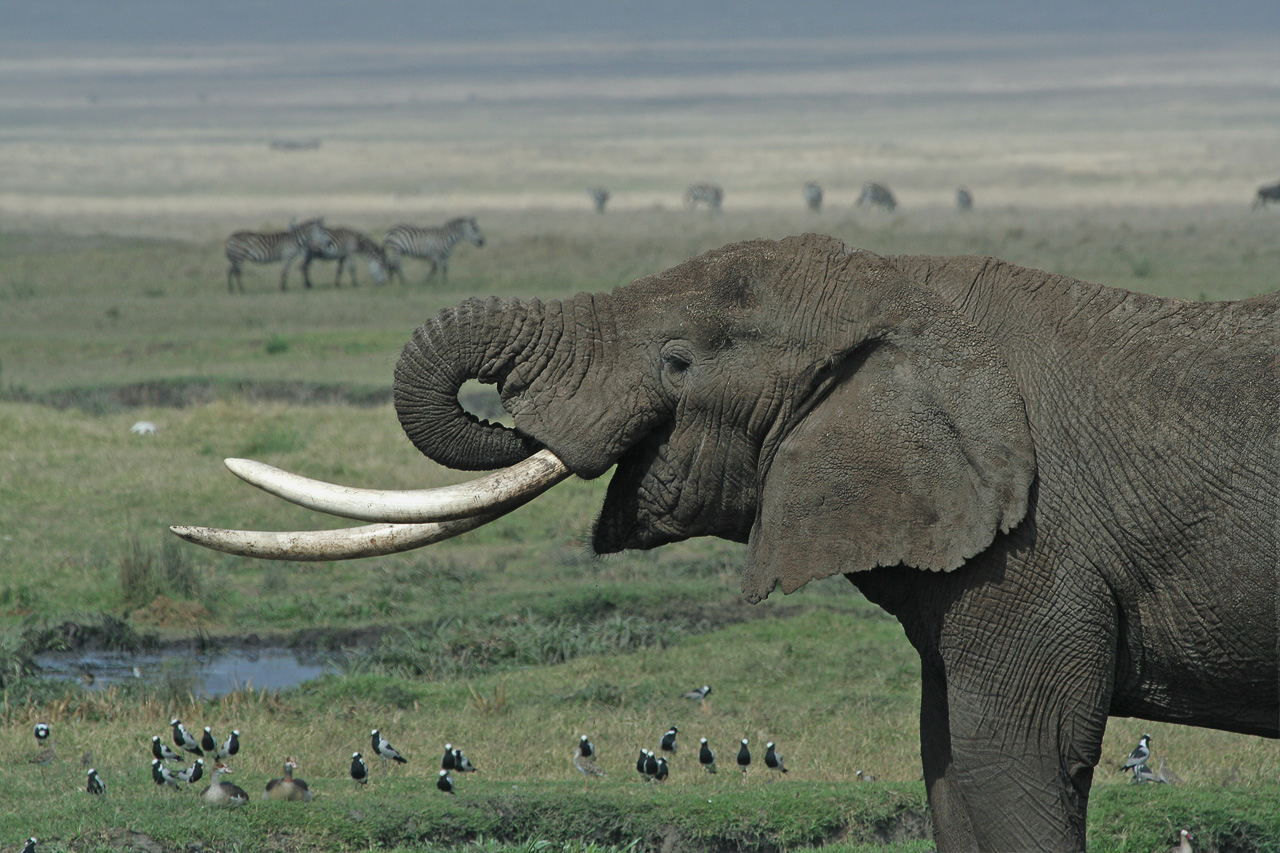
象的獠牙

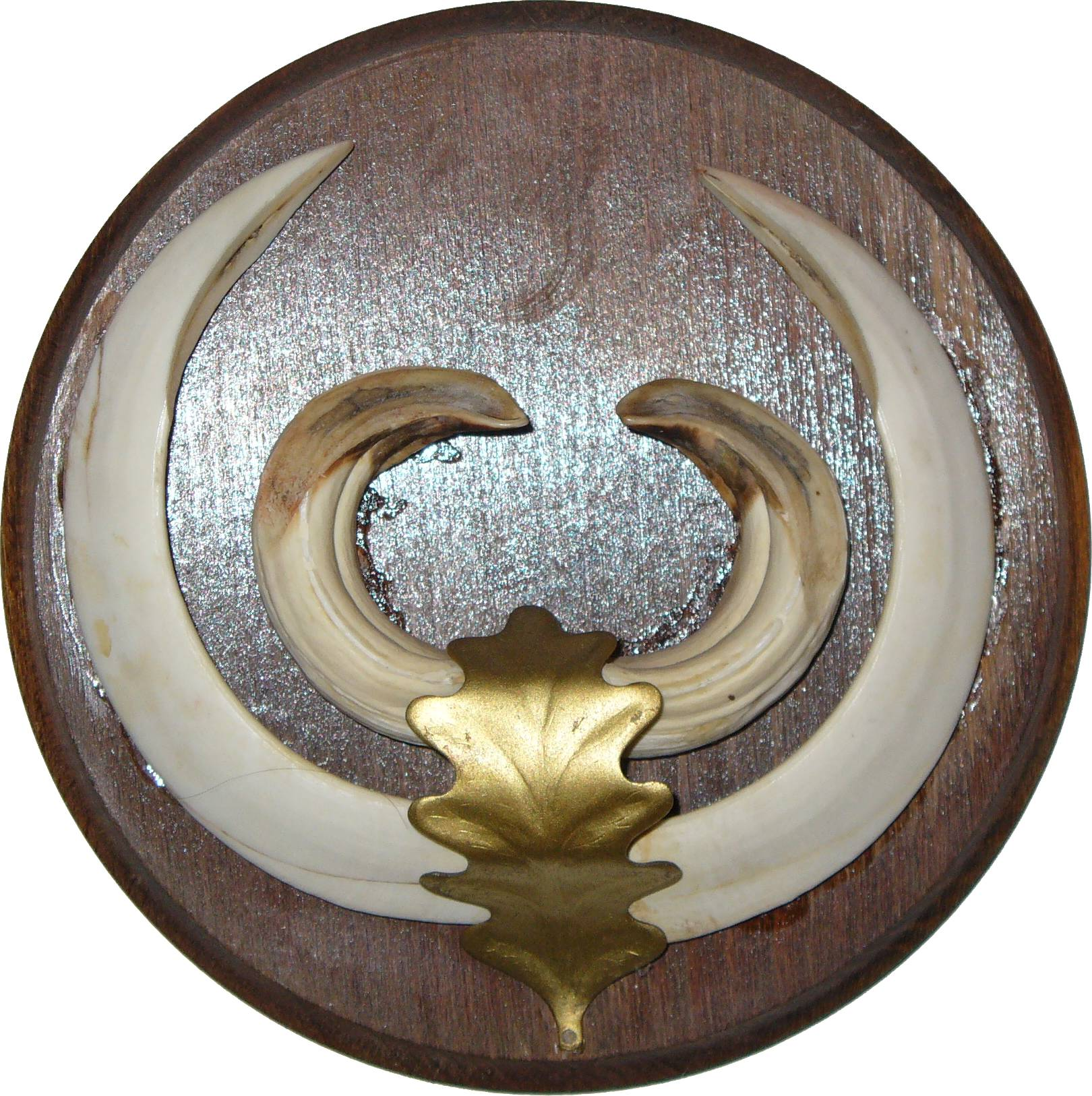
公野豬的獠牙

獠牙是一些哺乳动物上颌骨或下颌骨上长出来的发育非常强壮、没有牙根、不断继续生长的牙齿。这些牙齿的突出长度使其远远伸出这些动物的颚并暴露在口腔外。獠牙没有确定的解剖学定义，有些动物的獠牙是門齒，有些是犬齒。
许多不同的动物有獠牙。象、猛犸象和乳齒象的獠牙是极端延长和向外移动位置的上颌门牙（乳齿象也包括下颌门牙）。最长的象的獠牙长3.49米（沿弯曲的外缘测量），来自扎伊尔，今天收藏在美国纽约动物协会的布朗克斯动物园。最长的史前獠牙是一种已经灭绝的象的，长5米。这些象生活在200万年前。最重的獠牙也是象的，于1900年在巴黎世界博覽會上展出，来自当时的达荷美王国（今天贝宁），重117千克。最重的化石獠牙是一种猛犸象的，它最粗的地方周长89厘米，长3.58米，重150千克。
一角鲸的獠牙也是门牙。最长的一角鲸獠牙可能保存在德国美因河畔奥芬巴赫德国皮革博物馆中，长2.74米。在中世纪和近代初期人们以为它是独角兽的角。海象的獠牙则是上颌的犬齿。

## 用途
不同动物獠牙的用处非常不一样。尤其在雄性动物中獠牙往往可以用来现实群体中的地位。它们也可以被用来抵御肉食动物。象使用它们的獠牙来挖和钻。海象用獠牙来把自己拉到冰面上。由于只有雄性的一角鲸有獠牙因此它们也可能是这些动物的次性特征。
人类使用的獠牙主要是象牙，象牙是艺术品、首饰和其它物品如钢琴琴键的原料。
许多有獠牙的物种被狩猎，一些成为瀕危物種，因此联合国的濒危野生动植物物种国际贸易公约严格限制象牙交易。

## 圖庫
- 海象
- 疣豬
- 哥倫比亞猛獁
- 野豬的獠牙
- 海象鯨